# Oblast pánví a hřbetů

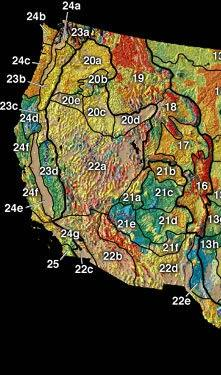
22. Oblast pánví a hřbetů

Oblast pánví a hřbetů, anglicky Basin and Range Province, je jedna z 25 provincií, které tvoří fyzickou geografii Spojených států amerických. Je označovaná pod číslem 22
a tvoří ji pánve a horské hřbety na jihozápadě Spojených států. Provincie se rozkládá z východu Kalifornie, přes Nevadu, do střední části Utahu a z jihu Idaha, přes Arizonu až do státu Sonora v Mexiku.
Reliéf provincie tvoří pánve a hřbety značných rozměrů. Pánevní dna leží obvykle v nadmořských výškách 1 500 až 2 000 metrů. Plochy jednotlivých pánví mají desítky tisíc kilometrů čtverečních a bývají většinou bezodtoké. Horské hřbety se rozkládají ve směru sever-jih a táhnou se stovky kilometrů. Asymetrická úbočí mívají jeden svah prudký a krátký a druhý, protilehlý, mírný a dlouhý. Horské hřbety mají nadmořskou výšku přes 3 000 i přes 3 500 metrů.

## Členění
- Velká pánev (Great Basin section) / 22a
- Sonorská poušť (Sonoran Desert) / 22b
- Saltonský prolom (Salton Trough) / 22c
- Mexická vysočina (Mexican Highland) / 22d
- Oblast Sacramento (Sacramento section) / 22e